# Rubén Suárez Del Río
Rubén Suárez Del Río (Gijón, 18 de novembre de 1975) és un futbolista asturià, que ocupa la posició de davanter.

## Trajectòria
Format al planter del Reial Oviedo, la temporada 98/99 milita a l'Oviedo B i a l'any següent és cedit a la SD Eibar. Signa grans actuacions al conjunt basc, que fan que el quadre asturià el repesque al mercat d'hivern. Fins eixe moment, el davanter havia marcat 8 gols en 18 partits.
Amb el retorn al Reial Oviedo es produeix el seu debut a la màxima categoria. Hi romandria fins al 2003, quan el club descendeix administrativament. En aquest període, no havia assolit un lloc titular, tot i gaudir de cert nombre de minuts.
Entre el 2003 i el 2006 milita a la Cultural Leonesa. Eixe any fitxa pel modest Marino de Luanco.